# Eurydactylodes vieillardi
Eurydactylodes vieillardi (гекон-хамелеон Баве) — вид геконоподібних ящірок родини диплодактилідів (Diplodactylidae). Ендемік Нової Каледонії. Вид названий на честь французького ботаніка Ежена В'єяра.

## Поширення і екологія
Гекони-хамелеони Баве мешкають на півдні Нової Каледонії на південь від масива Коніамбо. Вони живуть в різноманітних природних середовищах, зокрема в чагарниках макі, склерофільних і галерейних лісах, густих вологих тропічних лісах і гірських лісах на висоті до 950 м над рівнем моря. Ведуть деревний, переважно денний спосіб життя.

## Збереження
МСОП класифікує стан збереження цього виду як близький до загрозливого. Eurydactylodes vieillardi загрожує знищення природного середовища, а також хижацтво з боку інтродукованих мурах Wasmannia auropunctata. Відкладають яйця.